# Jevgenij Jerkin
Jevgenij Mihajlovič Jerkin (rusko Евгений Михайлович Ёркин), ruski hokejist, * 23. avgust 1932, Noginsk, Rusija, † 13. november 1982, Rusija.
Jerkin je v sovjetski ligi branil za klub Krila Sovjetov, skupno na 270-ih prvenstvenih tekmah. Za sovjetsko reprezentanco je nastopil na enih olimpijskih igrah, na katerih je osvojil bronasto medaljo, in treh svetovnih prvenstvih (brez olimpijskih iger), na katerih je osvojil tri srebrne medalje. Za reprezentanco je branil na 22-ih tekmah.

## Pregled kariere
Odebeljeno - reprezentančni nastopi, glej tudi Statistika pri hokeju na ledu.
| Moštvo          | Liga                 | Sezona |    | Redni del | Redni del | Redni del | Redni del | Redni del | Redni del | Redni del | Redni del |    | Končnica | Končnica | Končnica | Končnica | Končnica | Končnica | Končnica | Končnica |
| --------------- | -------------------- | ------ | -- | --------- | --------- | --------- | --------- | --------- | --------- | --------- | --------- | -- | -------- | -------- | -------- | -------- | -------- | -------- | -------- | -------- |
| Moštvo          | Liga                 | Sezona | OT | PG        | G         | P         | T         | KM        | GT        | OD        | OT        | PG | G        | P        | T        | KM       | GT       | OD       |          |          |
| Sovjetska zveza | Svetovno prvenstvo A | 57     |    | 2         | 7         |           |           |           |           |           |           |    |          |          |          |          |          |          |          |          |
| Sovjetska zveza | Svetovno prvenstvo A | 58     |    | 3         | 7         | 0         | 0         | 0         | 2         |           |           |    |          |          |          |          |          |          |          |          |
| Sovjetska zveza | Svetovno prvenstvo A | 59     |    | 2         | 8         |           |           |           |           | 6.00      |           |    |          |          |          |          |          |          |          |          |
| Sovjetska zveza | Olimpijske igre      | 60     |    | 3         | 7         |           |           |           |           |           |           |    |          |          |          |          |          |          |          |          |